# Augusto Zanzi
Augusto Zanzi (Sant'Ambrogio Olona, 24 novembre 1904 – Varese, 23 aprile 1979) è stato un ciclista su strada italiano, professionista e indipendente dal 1930 al 1936.

## Carriera
Non ottenne vittorie di rilievo ma solo piazzamenti, svolgendo perlopiù attività di gregario. Partecipò a sei edizioni del Giro d'Italia concludendone cinque, e ottenendo il sesto posto nel 1931. Partecipò al Tour de France 1932.

## Piazzamenti

### Grandi Giri
- Giro d'Italia

1930: 14º
1931: 6º
1933: 38º
1934: 15º
1935: 55º
- Tour de France

1932: 21º

### Classiche monumento
- Milano-Sanremo

1930: 17º
1931: 46º
1932: 40º
1933: 22º
1934: 39º
1935: 31º
1936: 59º
1943: 34º
- Giro di Lombardia

1929: 28º
1930: 8º
1933: 39º
1934: 26º